# Parafia Zwiastowania Najświętszej Maryi Panny w Jasionnej
Parafia Zwiastowania Najświętszej Maryi Panny w Jasionnej – parafia rzymskokatolicka znajdująca się w dekanacie jedlińskim diecezji radomskiej.

## Historia

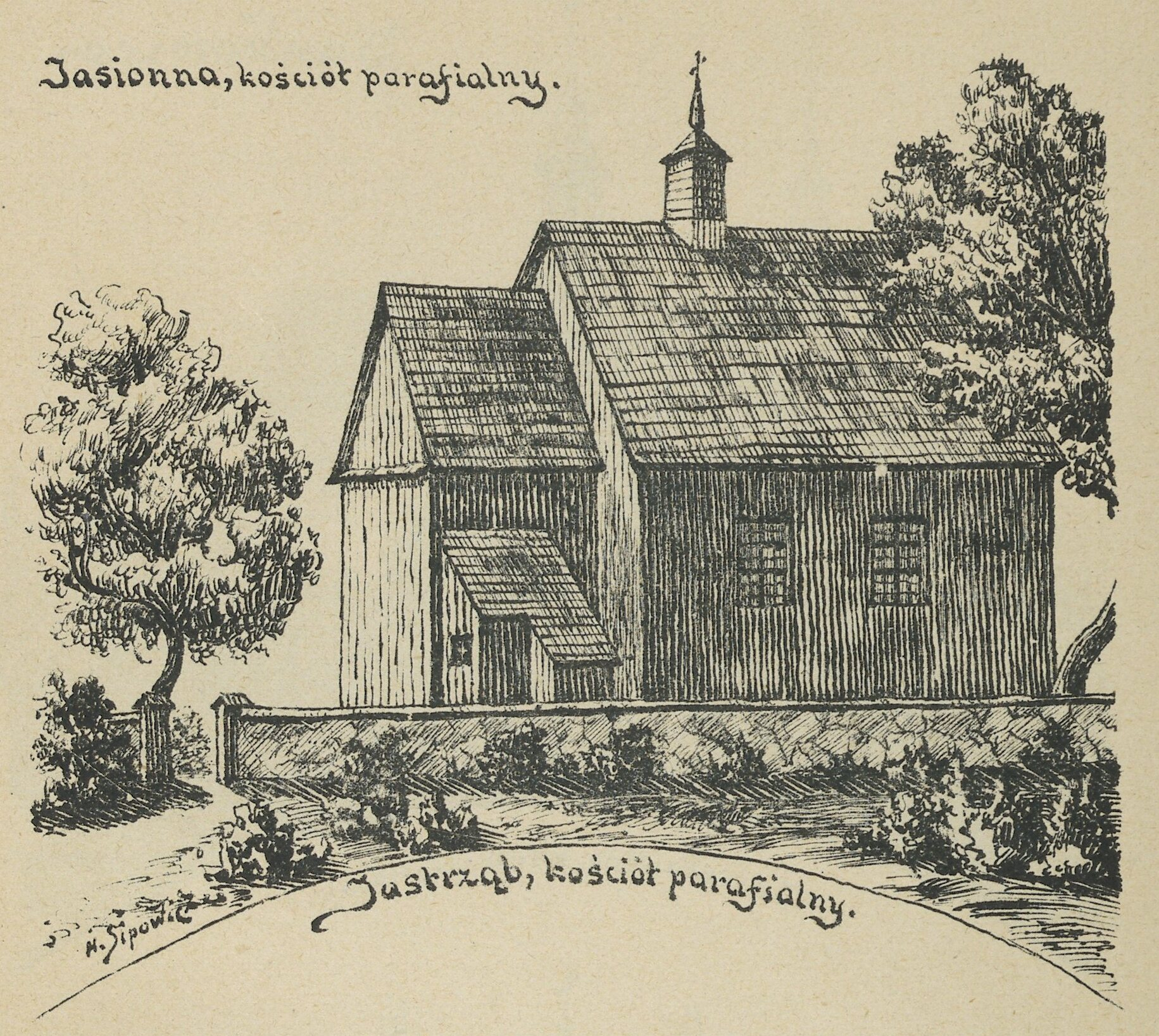
Kościół przed 1911

Parafia powstała około 1400. Pierwotny drewniany kościół znajdował się prawdopodobnie we wsi Korzeń, a ze względu na częste wylewy Pilicy przeniesiono go do Jasionny. Kolejna świątynia pw. Zwiastowania NMP i Wniebowstąpienia Pańskiego wzmiankowana była w 1443. Obecny kościół pochodzi z drugiej połowy XVII w. Z kolei w drugiej połowie następnego wieku i w latach 1865–1876 był restaurowany. W XX wieku dobudowano kruchtę oraz wieżyczkę na sygnaturkę. Kościół gruntownie odrestaurowano w latach 1986–1989 według projektu arch. Józefa Jamroza i Leona Obtułowicza z Krakowa, staraniem ks. Zdzisława Wołosa. Jest budowlą drewnianą, orientowaną, z dachem pokrytym blachą miedzianą.

## Proboszczowie
- 1944–1945 – ks. Leon Janicki
- 1945–1947 – ks. Jan Nazarewicz
- 1947–1959 – ks. Bernard Gabryszewski
- 1959–1976 – ks. Jan Jakubaszek
- 1976–2011 – ks. kan. Zdzisław Wołos
- 2011–2019 – ks. Sławomir Matyga
- od 2019 – ks. Radosław Furmański

## Zasięg parafii
Do parafii należą wierni z miejscowości: Branica, Branica-Kolonia, Dąbrówka, Jasionna, Jeruzal, Klamy, Kożuchów-Kolonia, Kożuchów, Korzeń, Pierzchnia, Redlin, Stawiszyn-Kolonia, Stawiszyn, Witaszyn Stara Wieś i Witaszyn Nowa Wieś.